# والمودن
والمودن (به آلمانی: Wallmoden) یک شهر در آلمان است که در لوتر ام بارنبرگه (زامتگمایند) واقع شده‌است. والمودن ۱٬۰۸۳ نفر جمعیت دارد.